# Reprezentacja Peru w piłce siatkowej kobiet
Reprezentacja Peru w piłce siatkowej kobiet to narodowa reprezentacja tego kraju, reprezentująca go na arenie międzynarodowej.

## Sukcesy

### Igrzyska Olimpijskie
- 2. miejsce – 1988

### Mistrzostwa Świata
- 2. miejsce – 1982
- 3. miejsce – 1986

### Mistrzostwa Ameryki Południowej
- 1. miejsce – 1964, 1967, 1971, 1973, 1975, 1977, 1979, 1983, 1985, 1987, 1989, 1993
- 2. miejsce – 1958, 1961, 1962, 1969, 1981, 1991, 1995, 1997, 2005, 2007
- 3. miejsce – 1951, 1956, 1999, 2003

### Igrzyska panamerykańskie
- 2. miejsce – 1967, 1971, 1975, 1979, 1987
- 3. miejsce – 1959, 1983, 1991

## Udział i miejsca w imprezach

### Igrzyska Olimpijskie
| Rok  | Kraj           | Miejsce      |
| ---- | -------------- | ------------ |
| 1964 | Tokio          | brak udziału |
| 1968 | Meksyk         | 4. miejsce   |
| 1972 | Monachium      | brak udziału |
| 1976 | Montreal       | 7. miejsce   |
| 1980 | Moskwa         | 6. miejsce   |
| 1984 | Los Angeles    | 4. miejsce   |
| 1988 | Seul           | 2. miejsce   |
| 1992 | Barcelona      | brak udziału |
| 1996 | Atlanta        | 11. miejsce  |
| 2000 | Sydney         | 11. miejsce  |
| 2004 | Ateny          | brak udziału |
| 2008 | Pekin          | brak udziału |
| 2012 | Londyn         | brak udziału |
| 2016 | Rio de Janeiro | ?            |

### Mistrzostwa Świata
| Rok  | Kraj           | Miejsce      |
| ---- | -------------- | ------------ |
| 1952 | ZSRR           | brak udziału |
| 1956 | Francja        | brak udziału |
| 1960 | Brazylia       | 7. miejsce   |
| 1962 | ZSRR           | brak udziału |
| 1967 | Japonia        | 4. miejsce   |
| 1970 | Bułgaria       | 14. miejsce  |
| 1974 | Meksyk         | 8. miejsce   |
| 1978 | ZSRR           | 10. miejsce  |
| 1982 | Peru           | 2. miejsce   |
| 1986 | Czechosłowacja | 3. miejsce   |
| 1990 | Chiny          | 6. miejsce   |
| 1994 | Brazylia       | 13. miejsce  |
| 1998 | Japonia        | 11. miejsce  |
| 2002 | Niemcy         | brak udziału |
| 2006 | Japonia        | 20. miejsce  |
| 2010 | Japonia        | 15. miejsce  |
| 2014 | Włochy         | ?            |

### Mistrzostwa Ameryki Południowej
| Rok  | Kraj      | Miejsce      |
| ---- | --------- | ------------ |
| 1951 | Brazylia  | 3. miejsce   |
| 1956 | Urugwaj   | 3. miejsce   |
| 1958 | Brazylia  | 2. miejsce   |
| 1961 | Peru      | 2. miejsce   |
| 1962 | Chile     | 2. miejsce   |
| 1964 | Argentyna | 1. miejsce   |
| 1967 | Brazylia  | 1. miejsce   |
| 1969 | Wenezuela | 2. miejsce   |
| 1971 | Urugwaj   | 1. miejsce   |
| 1973 | Kolumbia  | 1. miejsce   |
| 1975 | Paragwaj  | 1. miejsce   |
| 1977 | Peru      | 1. miejsce   |
| 1979 | Argentyna | 1. miejsce   |
| 1981 | Brazylia  | 2. miejsce   |
| 1983 | Brazylia  | 1. miejsce   |
| 1985 | Wenezuela | 1. miejsce   |
| 1987 | Urugwaj   | 1. miejsce   |
| 1989 | Brazylia  | 1. miejsce   |
| 1991 | Brazylia  | 2. miejsce   |
| 1993 | Peru      | 1. miejsce   |
| 1995 | Brazylia  | 2. miejsce   |
| 1997 | Peru      | 2. miejsce   |
| 1999 | Wenezuela | 3. miejsce   |
| 2001 | Argentyna | brak udziału |
| 2003 | Kolumbia  | 2. miejsce   |
| 2005 | Boliwia   | 2. miejsce   |
| 2007 | Chile     | 2. miejsce   |
| 2009 | Brazylia  | 3. miejsce   |
| 2011 | Peru      | 3. miejsce   |

### Grand Prix
| Rok  | Miasto          | Miejsce      |
| ---- | --------------- | ------------ |
| 1993 | Hongkong        | brak udziału |
| 1994 | Szanghaj        | 11. miejsce  |
| 1995 | Szanghaj        | brak udziału |
| 1996 | Szanghaj        | brak udziału |
| 1997 | Kobe            | brak udziału |
| 1998 | Hongkong        | brak udziału |
| 1999 | Yuxi            | brak udziału |
| 2000 | Manila          | brak udziału |
| 2001 | Makau           | brak udziału |
| 2002 | Hongkong        | brak udziału |
| 2003 | Andria          | brak udziału |
| 2004 | Reggio Calabria | brak udziału |
| 2005 | Sendai          | brak udziału |
| 2006 | Reggio Calabria | brak udziału |
| 2007 | Ningbo          | brak udziału |
| 2008 | Yokohama        | brak udziału |
| 2009 | Tokio           | brak udziału |
| 2010 | Ningbo          | brak udziału |
| 2011 | Makau           | 16. miejsce  |
| 2012 | Ningbo          | brak udziału |

### Puchar Świata
| Rok  | Kraj    | Miejsce      |
| ---- | ------- | ------------ |
| 1973 | Urugwaj | 4. miejsce   |
| 1977 | Japonia | 5. miejsce   |
| 1981 | Japonia | brak udziału |
| 1985 | Japonia | 5. miejsce   |
| 1989 | Japonia | 5. miejsce   |
| 1991 | Japonia | 5. miejsce   |
| 1995 | Japonia | 10. miejsce  |
| 1999 | Japonia | 10. miejsce  |
| 2003 | Japonia | brak udziału |
| 2007 | Japonia | 11. miejsce  |

### Puchar Wielkich Mistrzyń
| Rok  | Kraj    | Miejsce      |
| ---- | ------- | ------------ |
| 1993 | Japonia | 6. miejsce   |
| 1997 | Japonia | brak udziału |
| 2001 | Japonia | brak udziału |
| 2005 | Japonia | brak udziału |
| 2009 | Japonia | brak udziału |

### Igrzyska panamerykańskie
| Rok  | Miasto         | Miejsce      |
| ---- | -------------- | ------------ |
| 1955 | Meksyk         | brak udziału |
| 1959 | Chicago        | 3. miejsce   |
| 1963 | San Paolo      | 4. miejsce   |
| 1967 | Winnipeg       | 2. miejsce   |
| 1971 | Cali           | 2. miejsce   |
| 1975 | Meksyk         | 2. miejsce   |
| 1979 | San Juan       | 2. miejsce   |
| 1983 | Caracas        | 3. miejsce   |
| 1987 | Indianapolis   | 2. miejsce   |
| 1991 | Hawana         | 3. miejsce   |
| 1995 | Mar del Plata  | 5. miejsce   |
| 1999 | Winnipeg       | 6. miejsce   |
| 2003 | Santo Domingo  | 7. miejsce   |
| 2007 | Rio de Janeiro | 4. miejsce   |
| 2011 | Guadalajara    | 6. miejsce   |

### Volley Masters Montreux
| Rok  | Miasto   | Miejsce      |
| ---- | -------- | ------------ |
| 1988 | Montreux | brak udziału |
| 1989 | Montreux | brak udziału |
| 1990 | Montreux | brak udziału |
| 1991 | Montreux | brak udziału |
| 1992 | Montreux | brak udziału |
| 1993 | Montreux | brak udziału |
| 1994 | Montreux | brak udziału |
| 1995 | Montreux | brak udziału |
| 1996 | Montreux | brak udziału |
| 1998 | Montreux | brak udziału |
| 1999 | Montreux | brak udziału |
| 2000 | Montreux | brak udziału |
| 2001 | Montreux | brak udziału |
| 2002 | Montreux | brak udziału |
| 2003 | Montreux | brak udziału |
| 2004 | Montreux | brak udziału |
| 2005 | Montreux | brak udziału |
| 2006 | Montreux | brak udziału |
| 2007 | Montreux | brak udziału |
| 2008 | Montreux | brak udziału |
| 2009 | Montreux | brak udziału |
| 2010 | Montreux | brak udziału |
| 2011 | Montreux | 7. miejsce   |